# Thysanopoda tricuspidata
Thysanopoda tricuspidata is een krillsoort uit de familie van de Euphausiidae. De wetenschappelijke naam van de soort is voor het eerst geldig gepubliceerd in 1837 door Milne-Edwards.